# Furcifer belalandaensis
Espèce
Synonymes
- Chamaeleo belalandaensis Brygoo & Domergue, 1970

Statut de conservation UICN

 CR B1ab(iii,v) : 
En danger critique
Statut CITES
Furcifer belalandaensis est une espèce de sauriens de la famille des Chamaeleonidae.

## Répartition
Cette espèce est endémique de la région d'Atsimo-Andrefana à Madagascar.

## Étymologie
Son nom d'espèce, composé de belalanda et du suffixe latin -ensis, « qui vit dans, qui habite », lui a été donné en référence au lieu de sa découverte, Belalanda.

## Publication originale
- Brygoo & Domergue, 1970 : Notes sur les Chamaeleo de Madagascar. C. belalandaensis n.sp., Caméléon du Sud-Ouest. Bulletin du Muséum d'histoire naturelle, Paris, vol. 42, n. 2, p. 305-310.